# South Africa International 2002
Die South Africa International 2002 im Badminton fanden Mitte Juni 2002 statt.

## Sieger und Platzierte
| Disziplin    | Gold                           | Silber                        | Bronze                           |
| ------------ | ------------------------------ | ----------------------------- | -------------------------------- |
| Herreneinzel | Richard Vaughan                | Stewart Carson                | Chris Dednam                     |
| Herreneinzel | Richard Vaughan                | Stewart Carson                | Johan Kleingeld                  |
| Dameneinzel  | Michelle Edwards               | Catherina Paulin              | Juliette Ah-Wan                  |
| Dameneinzel  | Michelle Edwards               | Catherina Paulin              | Shama Aboobakar                  |
| Herrendoppel | Chris Dednam Johan Kleingeld   | Stewart Carson Dorian James   | Georgie Cupidon Nicholas Jumaye  |
| Herrendoppel | Chris Dednam Johan Kleingeld   | Stewart Carson Dorian James   | Roelof Dednam Dean Potgieter     |
| Damendoppel  | Chantal Botts Michelle Edwards | Marika Daubern Antoinette Uys | Juliette Ah-Wan Catherina Paulin |
| Damendoppel  | Chantal Botts Michelle Edwards | Marika Daubern Antoinette Uys | Shama Aboobakar Amrita Sawaram   |
| Mixed        | Chris Dednam Antoinette Uys    | Dean Potgieter Chantal Botts  | Stephan Beeharry Shama Aboobakar |
| Mixed        | Chris Dednam Antoinette Uys    | Dean Potgieter Chantal Botts  | Dorian James Michelle Edwards    |